# Chiesa dell'Epifania
La chiesa dell'Epifania del Zapskovié (in russo церковь Богоявления с Запсковья?) è una chiesa ortodossa che si trova a Pskov in Russia, nella zona di Zapskovié (letteralmente al di là del fiume Pskova) sulla riva destra del fiume Pskova. È un monumento storico protetto dal 1960. A luglio 2019 è stata dichiarata, insieme ad altre chiese di Pskov, patrimonio dell'UNESCO.

## Storia
Nel 1397, sul sito di quella odierna, vi era una chiesa di legno. Viene ricostruita in pietra negli anni 1495-1496. La chiesa fu chiusa al culto durante il 1936, sotto il regime stalinista. Fu restaurata tra il 1946 e il 1950 e registrata come patrimonio protetto della Repubblica socialista federale sovietica nel 1960. Grazie a una petizione di studiosi, storici e accademici agli inizi degli anni '90, edificio fu nuovamente restaurato. I lavori si svolsero dal 1993 al 1997. I lavori ripresero nel 2000 nell'ambito del programma federale "Cultura della Russia". Terminati nel 2009, sono  costati un totale di 41 milioni di rubli.
La chiesa è stata restituita alla Chiesa ortodossa russa nel 2005 e dipende dall'eparchia di Pskov.